# هیچکاک فلسفی
هیچکاک فلسفی: سرگیجه و اضطراب‌های بی‌خبری کتابی است از رابرت پیپین، فیلسوف آمریکایی، که در آن با رویکردی فلسفی به تحلیل فصل‌به‌فصل مشهورترین اثر آلفرد هیچکاک، یعنی سرگیجه (فیلم ۱۹۵۸)، پرداخته است.

## دربارهٔ کتاب
نویسنده در این کتاب تلاش می‌کند، با تکیه بر فیلم، برداشت و تفسیر خود را از دلایل کارهای فیلم‌ساز بیان کند و از نکات فلسفی و اخلاقی و زیبایی‌شناسی آن گره بگشاید، و در واقع نشان بدهد که فیلم را ــ به‌عنوان یک مدیوم هنری ــ نه‌تنها می‌توان با خوانشی فلسفی بررسید، بلکه می‌توان نوعی تفکر فلسفی به‌شمار آورد. پیپین نشان می‌دهد که شخصیت‌های هیچکاک مکرراً با مشکلات و مخاطراتی روبه‌رو می‌شوند که ریشه در ناتوانی و ناکامی ما در درک دیگران و حتی خودمان دارد. نویسنده کتاب خود را به استنلی کَوِل، فیلسوف آمریکایی، و ویکتور پرکینز، منتقد بریتانیایی فیلم، تقدیم کرده است.

## در نظر دیگران
ماری اسمیت، فیلسوف و استاد دانشگاه کنت که آثاری در نسبت فلسفه و سینما دارد، در بررسی‌های فلسفی دانشگاه نوتردام، می‌نویسد:
هیچکاکْ نبرد بر سر فهم متقابل و مخاطرات بی‌خبری را به‌نحو پیچیده و هوشمندانه‌ای در سرگیجه به‌تصویر کشیده و پیپین از کارِ او تحلیلی غنی و پُرظرافت عرضه کرده است. این دستاورد کوچکی نیست که دربارهٔ فیلمی که این‌همه از آن بحث و ستایش شده کسی هنوز حرف تازه و قانع‌کننده‌ای داشته باشد. 
رابرت سینربرینک، فیلسوف و استاد دانشگاه مک‌کواری که همچنین دربارهٔ فلسفهٔ فیلم آثاری پدیدآورده است، در مرور کتاب لس‌آنجلس، می‌نویسد:
برای هرکس که شیفتهٔ سرگیجه شده، اما ضمناً معنای زیبایی‌شناختی و اخلاقی آن سردرگمش کرده، هیچکاک فلسفی بهترین راهنماست. این کتاب یکی از برانگیزنده‌ترین و روشنگرترین آثاری است که تابه‌حال دربارهٔ سینما خوانده‌ام. 
همچنین، پائولو استلینو، پژوهشگر مؤسسهٔ جدید فلسفه و استاد دانشکدهٔ علوم اجتماعی و انسانی در دانشگاه جدید لیسبون، در مجلهٔ سینما، می‌نویسد:
خوانش پیپین نافذ و گیراست و کتاب او، علاوه بر اینکه به خواننده کمک می‌کند پیچیدگی‌ها و معانی گستردهٔ سرگیجه را دریابد، به بهترین نحو ثابت می‌کند که فیلم چطور می‌تواند مسئلهٔ فلسفیِ بخصوصی را برایمان فهمیدنی‌تر کند.

## ترجمهٔ فارسی
فارسیِ این اثر را نشر تگ با ترجمهٔ امیر خضرایی‌منش در سال ۱۴۰۰ در ایران چاپ و منتشر کرد.